# Os Vingadores (série de televisão)
Os Vingadores (The Avengers) foi uma série de televisão de origem inglesa da década de 1960. 

## Televisão
Inicialmente a série centrou-se no Dr. David Keel e seu assistente John Steed. Hendry saiu após a primeira temporada e Steed tornou-se o personagem principal, que foi associado a uma sucessão de assistentes. As assistentes mais famosas eram mulheres elegantes como Cathy Gale (Honor Blackman), Venus Smith (Julie Stevens), Emma Peel (Diana Rigg) e mais tarde Tara King (Linda Thorson). A série foi transmitida de 1961 a 1969. O primeiro episódio, "Hot Snow", foi transmitido em 7 de janeiro de 1961. O episódio final, "Bizarre", foi transmitido em 21 de maio de 1969.
The Avengers foi produzido pela Associated British Corporation (ABC), uma cadeia dentro da rede ITV. Após uma fusão em julho de 1968, o ABC tornou-se a Thames Television, que continuou a produção da série, embora ainda fosse transmitida sob o nome ABC. Em 1969, os Vingadores foram transmitidos em mais de 90 países. 
A ITV produziu depois, entre 1976 e 1977, uma sequela, The New Avengers, com Patrick Macnee retornando como John Steed e ladeado por Purdey (Joanna Lumley) e Mike Gambit (Gareth Hunt).
Em 1998 foi feito um filme com as personagens Emma Peel e John Steed a serem interpretadas por Uma Thurman e Ralph Fiennes.
The Avengers (Os Vingadores) foi ao ar nos anos 1968 e 1969, no Brasil, dublado e exibido pela então Rede Bandeirantes. 
A RTP transmitiu em Portugal as séries Os Vingadores e Novos Vingadores, nos anos 60 e 70. Em Outubro de 2017, a RTP Memória começou a passar a série a partir da segunda temporada com o protagonismo a cargo de Steed, Cathy Gale e Venus Smith.  
Atualmente (2019) a série está sento re-exibida no Brasil pelo canal Eurochannel (677 da NET Claro), de segunda-feira a sexta-feira às 20:00 horas e no domingo às 21:00 horas.   

## Personagens
Mr. John Steed - Um inglês típico. Chapéu côco, fraque, fleugma britânica e, imaginem, um inseparável guarda-chuva. Pertencia a uma Agência que faz analogia a MI6. Estava a seu cargo as pesquisas, as investigações, as deduções.
Mrs. Emma Peel - Uma jovem futurista com roupas de plástico colante e estilo avançado para a época. Quando acabava o momento investigativo e as conversas, o Sr. Smith pegava o seu guarda-chuva, seu chapéu de coco, sentava-se a a Srta Pearl cuidava do resto, na base do sopapo, do karaté e do (até então pouco conhecido) boxe tailandês.
Cathy Gale, Venus Smith e Tara King foram outras das assistentes de Steed.